# Xã Adams, Quận Ripley, Indiana
Xã Adams (tiếng Anh: Adams Township) là một xã thuộc quận Ripley, tiểu bang Indiana, Hoa Kỳ. Năm 2010, dân số của xã này là 5.119 người.